# Samonaprowadzanie
Samonaprowadzanie - samoczynne kierowanie się pocisku na cel (samolot, okręt, rakieta), polegające na automatycznym wykrywaniu celu, określaniu jego położenia i uruchamianiu układu sterującego powodującego spotkanie pocisku z celem albo wybuch pocisku w odległości zapewniającej zniszczenie celu. Samonaprowadzanie stosuje się najczęściej w pociskach rakietowych: lotniczych klasy powietrze - powietrze, powietrze - woda i ziemia - powietrze.
W zależności od miejsca znajdowania się pierwotnego źródła energii wykorzystywanego do pracy układu samonaprowadzania rozróżnia się:
- samonaprowadzanie aktywne
- samonaprowadzanie półaktywne
- samonaprowadzanie pasywne.